# Joe Simon (Musiker)
Joe Simon (* 2. September 1936 in Simmesport, Louisiana; † 13. Dezember 2021) war ein mit dem Grammy ausgezeichneter US-amerikanischer Soul- und R&B-Sänger, der zwischen 1965 und 1981 insgesamt 49 Hits in den amerikanischen R&B-Charts hatte. Er zählte damit zu den erfolgreichsten Künstlern seiner Genres in den 1960er und 1970er Jahren.

## Karriere
Seine größten Hits waren The Chokin’ Kind (1969), Power of Love (1972) und Get Down, Get Down (Get on the Floor) (1975), alle drei erreichten Platz eins der R&B-Charts und waren zudem große Erfolge in den Pop-Hitlisten der USA. Weitere Hits gelangen Simon unter anderem mit Drowning in the Sea of Love (1971) und dem Titelthema zum Blaxploitation-Klassiker Cleopatra Jones, Theme from Cleopatra Jones (1973), das er mit The Mainstreeters einspielte. Für The Chokin’ Kind erhielt er 1970 einen Grammy als bester R&B-Sänger. Eines seiner erfolgreichsten Alben, Drowning in the Sea of Love, entstand unter der Regie der Philly-Soul-Produzenten Gamble & Huff.
Seine letzten kleineren Hits in den frühen 1980er Jahren wurden von dem Country-Sänger Porter Wagoner produziert. Weitere Aufnahmen für kleinere Label hatten keinen Erfolg mehr. Ein Comeback-Versuch 1985 mit der LP Mr. Right scheiterte. Gegen Ende der 1980er Jahre zog sich Simon aus dem säkularen Musikgeschäft zurück, widmete sich seinem christlichen Glauben und dem Gospel. Später war er Prediger einer evangelikalen Kirche in Illinois.
Simon gehörte zu den wichtigsten Vertretern des Southern Soul.

## Diskografie

### Studioalben
| Jahr | Titel                       | Höchstplatzierung, Gesamtwochen, AuszeichnungChartplatzierungen (Jahr, Titel, Platzierungen, Wochen, Auszeichnungen, Anmerkungen) | Höchstplatzierung, Gesamtwochen, AuszeichnungChartplatzierungen (Jahr, Titel, Platzierungen, Wochen, Auszeichnungen, Anmerkungen) | Anmerkungen |
| Jahr | Titel                       | US | R&B | Anmerkungen |
| ---- | --------------------------- | --- | --- | --- |
| 1968 | No Sad Songs                | — | R&B22 (6 Wo.)R&B | Erstveröffentlichung: April 1968 Produzent: John Richbourg (J. R. Enterprises Inc.)                               |
| 1969 | Simon Sings                 | — | R&B41 (6 Wo.)R&B | Erstveröffentlichung: April 1969 Produzent: John Richbourg (J. R. Enterprises Inc.)                               |
| 1969 | The Chokin’ Kind            | US81 (17 Wo.)US | R&B18 (15 Wo.)R&B | Erstveröffentlichung: Juni 1969 Produzent: John Richbourg (J. R. Enterprises Inc.)                                |
| 1969 | … Better Than Ever          | US192 (2 Wo.)US | — | Erstveröffentlichung: November 1969 Produzent: John Richbourg (J. R. Enterprises Inc.)                            |
| 1971 | The Sounds of Simon         | US153 (12 Wo.)US | R&B9 (15 Wo.)R&B | Erstveröffentlichung: März 1971 Produzenten: Joe Simon, John Richbourg                                            |
| 1972 | Drowning in the Sea of Love | US71 (12 Wo.)US | R&B11 (19 Wo.)R&B | Erstveröffentlichung: März 1972 Produzenten: Kenny Gamble, Leon Huff                                              |
| 1973 | The Power of Joe Simon      | US97 (12 Wo.)US | R&B15 (13 Wo.)R&B | Erstveröffentlichung: Februar 1973 Produzenten:Joe Simon, John Richbourg, Raeford Gerald, Kenny Gamble, Leon Huff |
| 1973 | Simon Country               | — | R&B57 (1 Wo.)R&B | Erstveröffentlichung: Oktober 1973 Produzenten:Joe Simon, John Richbourg                                          |
| 1974 | Mood, Heart and Soul        | — | R&B44 (7 Wo.)R&B | Erstveröffentlichung: August 1974 Produzent: Brad Shapiro                                                         |
| 1975 | Get Down                    | US129 (12 Wo.)US | R&B10 (15 Wo.)R&B | Erstveröffentlichung: Juli 1975 Produzenten: Joe Simon, Raeford Gerald                                            |
| 1976 | Today                       | — | R&B35 (8 Wo.)R&B | Erstveröffentlichung: Juni 1976 Produzenten: Joe Simon, Raeford Gerald                                            |
| 1977 | Easy to Love                | — | R&B56 (3 Wo.)R&B | Erstveröffentlichung: März 1977 Produzenten: Joe Simon, John Richbourg                                            |
| 1979 | Love Vibrations             | — | R&B34 (10 Wo.)R&B | Erstveröffentlichung: Januar 1979 Produzenten: Norman Harris, Joe Simon, Caryle J. Blackwell                      |
| 1981 | Glad You Came My Way        | — | R&B49 (12 Wo.)R&B | Erstveröffentlichung: April 1981 Produzent: Porter Wagoner                                                        |

Weitere Studioalben
- 1966: Simon Pure Soul
- 1973: Cleopatra Jones (mit J. J. Johnson und Millie Jackson; Soundtrack des Films Ein Fall für Cleopatra Jones)
- 1977: A Bad Case of Love
- 1979: Happy Birthday, Baby
- 1985: Mr. Right
- 1988: Simon Preaches Prayer
- 1998: The Story Must Be Told
- 2007: Time to Change

### Kompilationen
| Jahr | Titel                     | Höchstplatzierung, Gesamtwochen, AuszeichnungChartplatzierungen (Jahr, Titel, Platzierungen, Wochen, Auszeichnungen, Anmerkungen) | Höchstplatzierung, Gesamtwochen, AuszeichnungChartplatzierungen (Jahr, Titel, Platzierungen, Wochen, Auszeichnungen, Anmerkungen) | Anmerkungen                         |
| Jahr | Titel                     | US | R&B | Anmerkungen                         |
| ---- | ------------------------- | --- | --- | ----------------------------------- |
| 1972 | Joe Simon’s Greatest Hits | — | R&B20 (8 Wo.)R&B | Erstveröffentlichung: Dezember 1972 |
| 1973 | The Best of Joe Simon     | US147 (8 Wo.)US | — | Erstveröffentlichung: 1970          |

Weitere Kompilationen
- 1969: Joe Simon
- 1976: The World of Joe Simon
- 1977: The Best of Joe Simon
- 1982: By Popular Deman … Joe Simon’s Greatest Hits
- 1985: By Popular Deman … Joe Simon’s Greatest Hits Volume 2
- 1988: Lookin’ Back
- 1992: The Chokin’ Kind Golden Classics
- 1996: My Adorable One
- 1997: Greatest Hits: The Spring Years 1970–1977
- 1997: Music in My Bones: The Best of Joe Simon
- 2001: Monument of Soul
- 2009: Soul for the Dancefloor

### Singles
| Jahr | Titel Album                                                               | Höchstplatzierung, Gesamtwochen, AuszeichnungChartplatzierungen (Jahr, Titel, Album, Platzierungen, Wochen, Auszeichnungen, Anmerkungen) | Höchstplatzierung, Gesamtwochen, AuszeichnungChartplatzierungen (Jahr, Titel, Album, Platzierungen, Wochen, Auszeichnungen, Anmerkungen) | Anmerkungen | [↑]: gemeinsam behandelt mit vorhergehendem Eintrag; [←]: in beiden Charts platziert |
| Jahr | Titel Album                                                               | US | R&B | Anmerkungen |                                                                                      |
| ---- | ------------------------------------------------------------------------- | --- | --- | --- | ------------------------------------------------------------------------------------ |
| 1964 | My Adorable One –                                                         | — | R&B8 (15 Wo.)R&B | Erstveröffentlichung: August 1964 Autoren: Irral Berger, Clara Thompson                                                        |                                                                                      |
| 1965 | Let’s Do It Over –                                                        | — | R&B13 (17 Wo.)R&B | Erstveröffentlichung: Juli 1965 Autoren: Dan Penn, Spooner Oldham                                                              |                                                                                      |
| 1966 | Teenager’s Prayer Simon Pure Soul                                         | US66 (7 Wo.)US | R&B11 (12 Wo.)R&B | Erstveröffentlichung: Mai 1966 Autor: Ira Allen                                                                                |                                                                                      |
| 1967 | My Special Prayer Simon Pure Soul / No Sad Songs                          | US87 (5 Wo.)US | R&B17 (12 Wo.)R&B | Erstveröffentlichung: Dezember 1966 Autor: Wini Scott                                                                          |                                                                                      |
| 1967 | Put Your Trust in Me (Depend on Me) No Sad Songs                          | — | R&B47 (5 Wo.)R&B | Erstveröffentlichung: April 1967 Autor: Joe Simon                                                                              |                                                                                      |
| 1967 | Nine Pound Steel No Sad Songs                                             | US70 (9 Wo.)US | R&B19 (11 Wo.)R&B | Erstveröffentlichung: August 1967 Autoren: Bobby Thompson, Dan Penn                                                            |                                                                                      |
| 1968 | No Sad Songs                                                              | US49 (7 Wo.)US | R&B19 (11 Wo.)R&B | Erstveröffentlichung: Dezember 1967 Autor: Darryl Carter                                                                       |                                                                                      |
| 1968 | (You Keep Me) Hangin’ On No Sad Songs                                     | US25 (15 Wo.)US | R&B11 (14 Wo.)R&B | Erstveröffentlichung: März 1968 Autoren: Ira Allen, Buddy Mize                                                                 |                                                                                      |
| 1968 | Message from Maria Simon Sings                                            | US75 (4 Wo.)US | R&B31 (7 Wo.)R&B | Erstveröffentlichung: August 1968 Autor: Al Reed                                                                               |                                                                                      |
| 1968 | I Worry About You No Sad Songs                                            | US98 (1 Wo.)US | — | B-Seite von Message from Maria Autor: Norman Mapp Original: Norman Mapp mit Clark Terry und Seldon Powell, 1961                |                                                                                      |
| 1968 | Looking Back Simon Sings                                                  | US70 (6 Wo.)US | R&B42 (7 Wo.)R&B | Erstveröffentlichung: November 1968 Autoren: Clyde Otis, Brook Benton, Belford Hendricks Original: Nat King Cole, 1958         |                                                                                      |
| 1969 | The Chokin’ Kind                                                          | US13 Gold · (12 Wo.)US | R&B1 (13 Wo.)R&B | Erstveröffentlichung: März 1969 Grammy (R&B Male Vocal) Autor: Harlan Howard Original: Waylon Jennings, 1967                   |                                                                                      |
| 1969 | Baby, Don’t Be Looking in My Mind The Chokin’ Kind                        | US72 (5 Wo.)US | R&B16 (7 Wo.)R&B | Erstveröffentlichung: Juni 1969 Autor: Harlan Howard Original: Waylon Jennings, 1966                                           |                                                                                      |
| 1969 | San Francisco Is a Lonely Town … Better Than Ever                         | US79 (3 Wo.)US | R&B29 (3 Wo.)R&B | Erstveröffentlichung: August 1969 Autor: Ben Peters                                                                            |                                                                                      |
| 1970 | It’s Hard to Get Along … Better Than Ever                                 | US87 (3 Wo.)US | R&B26 (10 Wo.)R&B | B-Seite von San Francisco Is a Lonely Town Autoren: Allen Orange, Joe Simon                                                    |                                                                                      |
| 1970 | Moon Walk Part 1 The Best of Joe Simon                                    | US54 (8 Wo.)US | R&B11 (13 Wo.)R&B | Erstveröffentlichung: Dezember 1969 Autor: Joe Simon                                                                           |                                                                                      |
| 1970 | Farther On Down the Road The Best of Joe Simon                            | US56 (8 Wo.)US | R&B7 (8 Wo.)R&B | Erstveröffentlichung: März 1970 Autor und Original: Taj Mahal, 1969                                                            |                                                                                      |
| 1970 | Yours Love The Chokin’ Kind                                               | US78 (7 Wo.)US | R&B10 (9 Wo.)R&B | Erstveröffentlichung: Juni 1970 Autor: Harlan Howard Original: Waylon Jennings, 1968                                           |                                                                                      |
| 1970 | That’s the Way I Want Our Love –                                          | US93 (3 Wo.)US | R&B27 (6 Wo.)R&B | Erstveröffentlichung: Oktober 1970 Autor: Jackey Beavers Original: Flame and the Lovelights, 1968                              |                                                                                      |
| 1970 | Your Time to Cry The Sounds of Simon                                      | US40 (13 Wo.)US | R&B3 (14 Wo.)R&B | Erstveröffentlichung: Dezember 1970 Autoren: Dock Price Jr., Joe Simon, Raeford Gerald                                         |                                                                                      |
| 1971 | Help Me Make It Through the Night The Sounds of Simon                     | US69 (4 Wo.)US | R&B13 (10 Wo.)R&B | Erstveröffentlichung: April 1971 Autor: Kris Kristofferson Original: Bev Marie, 1967                                           |                                                                                      |
| 1971 | To Lay Down Beside You The Sounds of Simon                                | —[R&B: ↑] | R&B13 (10 Wo.)R&B | B-Seite von Help Me Make It Through the Night Autor: Tim Drummond                                                              |                                                                                      |
| 1971 | You’re the One for Me –                                                   | US71 (5 Wo.)US | R&B12 (9 Wo.)R&B | Erstveröffentlichung: Juni 1971 Autor: Joe Simon                                                                               |                                                                                      |
| 1971 | Georgia Blue The Sounds of Simon                                          | — | R&B19 (4 Wo.)R&B | Erstveröffentlichung: August 1971 Autor: Larry Neal                                                                            |                                                                                      |
| 1971 | All My Hard Times The Sounds of Simon                                     | US93 (2 Wo.)US | R&B26 (5 Wo.)R&B | B-Seite von Georgia Blue Autor: Joe South Original: The Tams, 1967                                                             |                                                                                      |
| 1971 | Drowning in the Sea of Love                                               | US11 Gold · (13 Wo.)US | R&B3 (15 Wo.)R&B | Erstveröffentlichung: November 1971 Autoren: Kenny Gamble, Leon Huff                                                           |                                                                                      |
| 1972 | Pool of Bad Luck Drowning in the Sea of Love                              | US42 (8 Wo.)US | R&B13 (9 Wo.)R&B | Erstveröffentlichung: März 1972 Autoren: Kenny Gamble, Leon Huff                                                               |                                                                                      |
| 1972 | Power of Love The Power of Joe Simon                                      | US11 Gold · (15 Wo.)US | R&B1 (13 Wo.)R&B | Erstveröffentlichung: Juni 1972 Autoren: Kenny Gamble, Leon Huff, Joe Simaon                                                   |                                                                                      |
| 1972 | Misty Blue Joe Simon’s Greatest Hits                                      | US91 (5 Wo.)US | R&B47 (5 Wo.)R&B | Erstveröffentlichung: Juni 1972 Autor: Bob Montgomery Original: Wilma Burgess, 1966                                            |                                                                                      |
| 1972 | I Found My Dad Drowning in the Sea of Love                                | US65 (5 Wo.)US | R&B15 (13 Wo.)R&B | B-Seite von Trouble in My Home Autoren: Bunny Sigler, Phil Hurtt                                                               |                                                                                      |
| 1972 | Trouble in My Home Drowning in the Sea of Love                            | US50 (7 Wo.)US | R&B5 (10 Wo.)R&B | Erstveröffentlichung: Oktober 1972 Autoren: Joe Simon, Raeford Gerald                                                          |                                                                                      |
| 1973 | Step by Step Drowning in the Sea of Love                                  | US37 (12 Wo.)US | R&B6 (11 Wo.)R&B | Erstveröffentlichung: Januar 1973 Autor: Raeford Gerald                                                                        |                                                                                      |
| 1973 | Theme from Cleopatra Jones Cleopatra Jones (Soundtrack)                   | US18 (13 Wo.)US | R&B3 (14 Wo.)R&B | Erstveröffentlichung: Juli 1973 feat. The Mainstreeters vom Soundtrack des Films Ein Fall für Cleopatra Jones Autor: Joe Simon |                                                                                      |
| 1973 | River –                                                                   | US62 (7 Wo.)US | R&B6 (13 Wo.)R&B | Erstveröffentlichung: Oktober 1973 Autor: Eugene McDaniels Original: Universal Jones, 1972                                     |                                                                                      |
| 1974 | Carry Me Mood, Heart and Soul                                             | — | R&B12 (13 Wo.)R&B | Erstveröffentlichung: März 1974 Autoren: Ernie Shelby, Phillip Mitchell Original: Mel & Tim, 1972                              |                                                                                      |
| 1974 | The Best Time of My Life Mood, Heart and Soul                             | — | R&B15 (12 Wo.)R&B | Erstveröffentlichung: Juni 1974 Autoren: Aseneth Peek, Joe Simon, King Sterling                                                |                                                                                      |
| 1975 | Get Down, Get Down (Get on the Floor) Get Down                            | US8 (17 Wo.)US | R&B1 (17 Wo.)R&B | Erstveröffentlichung: März 1975 Autoren: Joe Simon, Raeford Gerald                                                             |                                                                                      |
| 1975 | Music in My Bones Get Down                                                | US92 (4 Wo.)US | R&B7 (14 Wo.)R&B | Erstveröffentlichung: Juli 1975 Autoren: Joe Simon, Raeford Gerald                                                             |                                                                                      |
| 1976 | I Need You, You Need Me Today                                             | — | R&B5 (12 Wo.)R&B | Erstveröffentlichung: Dezember 1975 Autoren: Billy Kennedy, Joe Simon, Raeford Gerald                                          |                                                                                      |
| 1976 | Come Get to This Today                                                    | — | R&B22 (11 Wo.)R&B | Erstveröffentlichung: August 1976 Autoren: Joe Simon, Raeford Gerald                                                           |                                                                                      |
| 1976 | Easy to Love                                                              | — | R&B12 (15 Wo.)R&B | Erstveröffentlichung: November 1976 Autoren: Donnie Fritts, Tony Joe White                                                     |                                                                                      |
| 1977 | You Didn’t Have to Play No Games Easy to Love                             | — | R&B62 (7 Wo.)R&B | Erstveröffentlichung: Mai 1977 Autor: Jerry Weaver                                                                             |                                                                                      |
| 1977 | One Step at a Time A Bad Case of Love                                     | — | R&B28 (16 Wo.)R&B | Erstveröffentlichung: September 1977 Autor: Teddy Randazzo                                                                     |                                                                                      |
| 1978 | For Your Love, Love, Love A Bad Case of Love                              | — | R&B27 (12 Wo.)R&B | Erstveröffentlichung: Dezember 1977 Autor: Teddy Randazzo                                                                      |                                                                                      |
| 1978 | I. O. U. Love Vibrations                                                  | — | R&B71 (8 Wo.)R&B | Erstveröffentlichung: Juli 1978 Autoren: Joe Simon, Norman Harris, Ron Tyson                                                   |                                                                                      |
| 1978 | Love Vibration Love Vibrations                                            | — | R&B15 (15 Wo.)R&B | Erstveröffentlichung: November 1978 Autoren: Joe Simon, Teddy Randazzo                                                         |                                                                                      |
| 1979 | Going Through These Changes Love Vibrations                               | — | R&B78 (4 Wo.)R&B | Erstveröffentlichung: April 1979 Autor: Phillip Mitchell                                                                       |                                                                                      |
| 1979 | I Wanna Taste Your Love Happy Birthday, Baby                              | — | R&B87 (4 Wo.)R&B | Erstveröffentlichung: Oktober 1979 Autoren: Joe Simon, Victoria Pike                                                           |                                                                                      |
| 1980 | Baby, When Love Is in Your Heart (It’s in Your Eyes) Glad You Came My Way | — | R&B60 (8 Wo.)R&B | Erstveröffentlichung: Juli 1980 Autoren: Don Goodman, Mary K. Kennedy, Pam Rose                                                |                                                                                      |
| 1980 | Glad You Came My Way                                                      | — | R&B43 (12 Wo.)R&B | Erstveröffentlichung: Dezember 1980 Autoren: Joe Simon, Marc Speer                                                             |                                                                                      |
| 1981 | Are We Breaking Up Glad You Came My Way                                   | — | R&B52 (11 Wo.)R&B | Erstveröffentlichung: Mai 1981 Autoren: Marcus Mitchell, Anthony Wells                                                         |                                                                                      |

Weitere Singles
- 1960: It’s a Miracle
- 1961: Call My Name
- 1961: It’s All Over
- 1961: I See Your Face
- 1962: I Keep Remembering
- 1963: Just Like Yesterday
- 1964: Say (That Your Love Is True)
- 1965: When I’m Gone
- 1966: Too Many Teardrops
- 1974: Who’s Julie
- 1974: Someone to Lean On
- 1976: Funny How Time Slips Away
- 1980: Hooked on Disco Music
- 1981: Magnolia
- 1981: You Give Life to Me (mit Clare Bathe)
- 1982: Alone at Last
- 1982: Go Sam
- 1982: It’s Be’s That Way Sometime
- 1982: Hangin’ On

Sonstige Chartplatzierungen

| Jahr | Titel Album                         | Höchstplatzierung, Gesamtwochen, AuszeichnungChartplatzierungen (Jahr, Titel, Album, Platzierungen, Wochen, Auszeichnungen, Anmerkungen) | Höchstplatzierung, Gesamtwochen, AuszeichnungChartplatzierungen (Jahr, Titel, Album, Platzierungen, Wochen, Auszeichnungen, Anmerkungen) | Anmerkungen                        |
| Jahr | Titel Album                         | DE | UK | Anmerkungen                        |
| ---- | ----------------------------------- | --- | --- | ---------------------------------- |
| 1973 | Step by Step The Power of Joe Simon | DE44 (1 Wo.)DE | UK14 (10 Wo.)UK | Erstveröffentlichung: Februar 1973 |